# SES-8
SES-8 — геостационарный спутник связи, принадлежащий люксембургскому спутниковому оператору, компании SES. Спутник предназначен для предоставления телекоммуникационных услуг странам Южной Азии и Индо-Китая.
Располагается на орбитальной позиции 95° восточной долготы в соседстве со спутником NSS-6.
Запущен 13 декабря 2013 года ракетой-носителем Falcon 9 v1.1.

## Аппарат
Построен на базе космической платформы GEO STAR-2.4 компанией Orbital Sciences Corporation. Электроснабжение обеспечивают два крыла солнечных батарей и литий-ионные аккумуляторные батареи. Мощность спутника — 5 кВт. Орбитальное маневрирование осуществляется с помощью гидразиновых двигателей малой тяги. На аппарат установлены 2 раскладываемых отражателя размером 2,5 х 2,7 метров и фиксированная 1,45-метровая антенна. Ожидаемый срок службы — 15 лет. Стартовая масса спутника составляет 3138 кг.

### Транспондеры
На спутник установлены 24 активных транспондера Ku-диапазона емкостью 36 и 56 МГц, переключаемые между 33 каналами и двумя лучами. Также установлены транспондеры Ka-диапазона.

### Покрытие
Спутник SES-8 будет обеспечивать телекоммуникационные услуги потребителям стран Южной Азии (Индия) и Индо-Китая (Вьетнам, Таиланд, Лаос).

## Запуск
Это был первый для компании SpaceX запуск коммерческого спутника на геопереходную орбиту и первый запуск новой версии ракеты-носителя Falcon 9 v1.1 со стартового комплекса SLC-40 на мысе Канаверал.
После неудачной попытки эксперимента с повторным запуском второй ступени во время предыдущей миссии (CASSIOPE) из-за замерзания трубопровода для смеси системы зажигания (TEA-TEB), эти трубопроводы были оснащены дополнительной теплоизоляцией.
Попытка запуска 25 ноября 2013 года трижды прерывалась во время предстартового отсчёта из-за техническим проблем с оборудованием бака с жидким кислородом первой ступени ракеты-носителя. В связи с завершением времени стартового окна запуск перенесён на следующую стартовую дату, 28 ноября.
28 ноября 2013 года запуск Falcon 9 был автоматически прерван полётным компьютером за 1 секунду до старта из-за недостаточного набора тяги двигателями первой ступени. Повторная попытка запуска была прервана директором запуска и запуск был отложен на несколько дней для выявления причин проблемы. Последующая инспекция выявила попадание кислорода в самовоспламеняющуюся смесь триэтилалюминия и триэтилборана (TEA-TEB), которая используется для зажигания двигателей первой ступени. В связи со снижением концентрации, смесь не обеспечила зажигательную реакцию необходимой силы, что и повлекло медленный набор двигателями полной тяги. Турбонасосный газогенератор на всех двигателях первой ступени был очищен от загрязнения, а в центральном двигателе полностью заменён.
Запуск спутника SES-8 состоялся в 22:41 UTC 3 декабря 2013 года ракетой-носителем Falcon 9 v1.1 со стартового комплекса SLC-40 на мысе Канаверал. После выключения двигателя Merlin D1 Вакуум и 18-минутного свободного полёта на промежуточной орбите, вторая ступень была успешно запущена повторно и работала в течение 71 секунды для вывода спутника на суперсинхронную геопереходную орбиту 385 х 79 129 км, наклонение 20,5°.

## Галерея

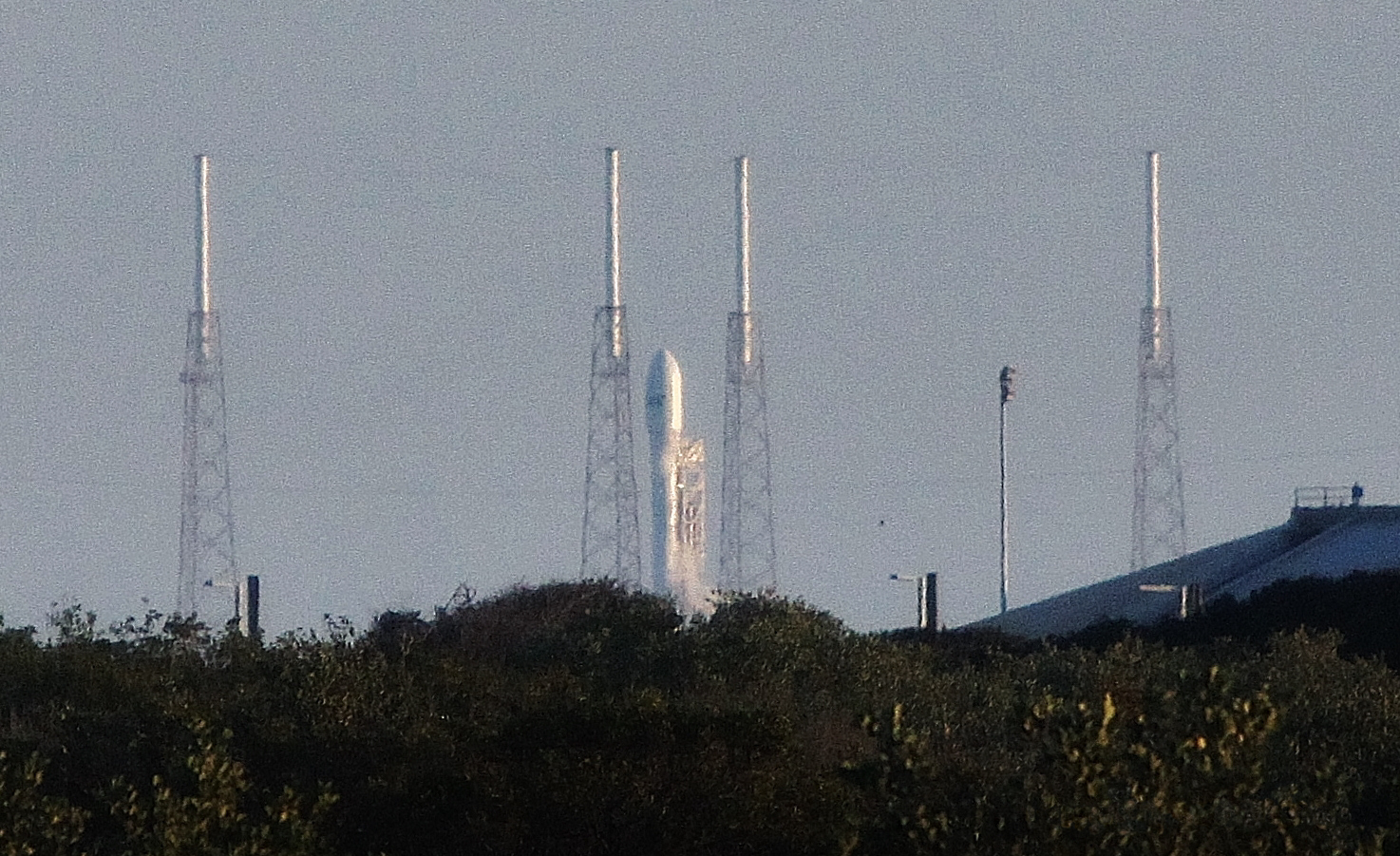
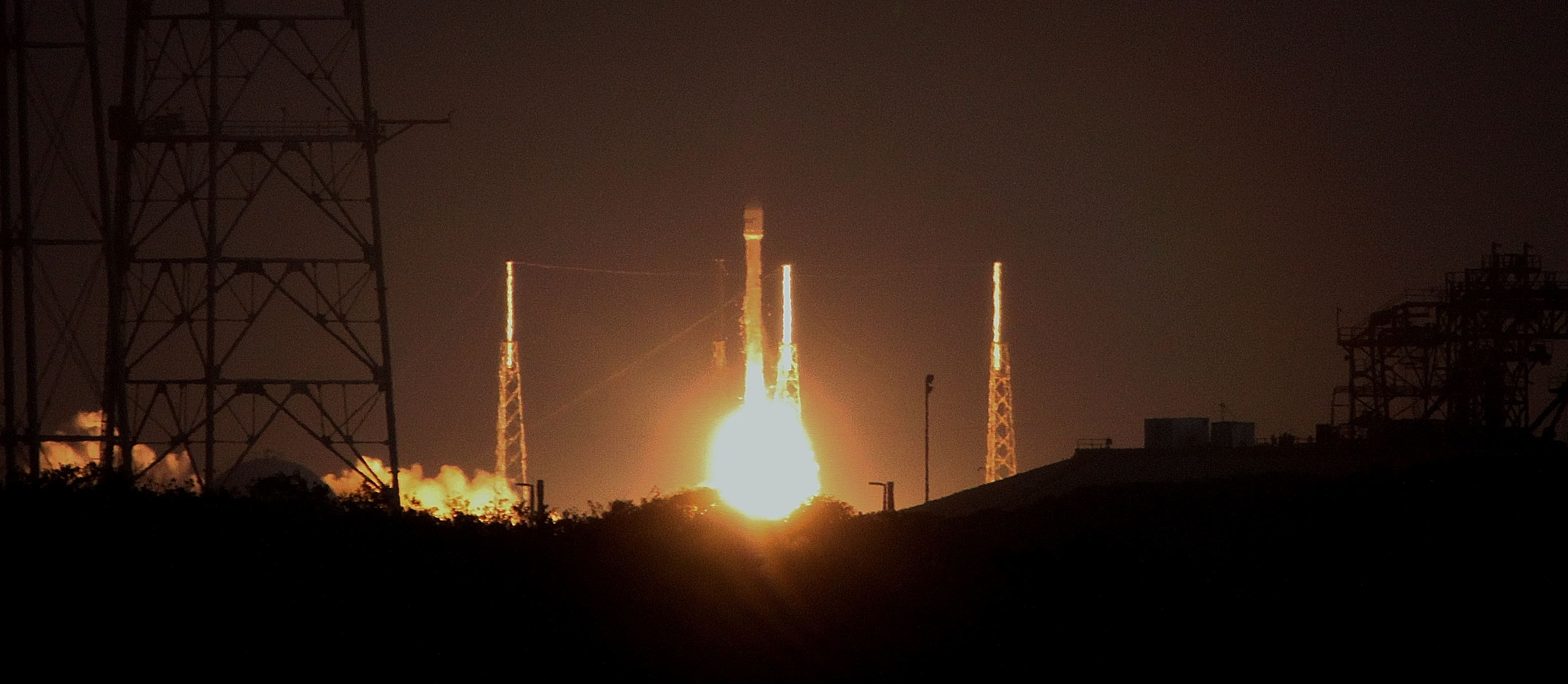
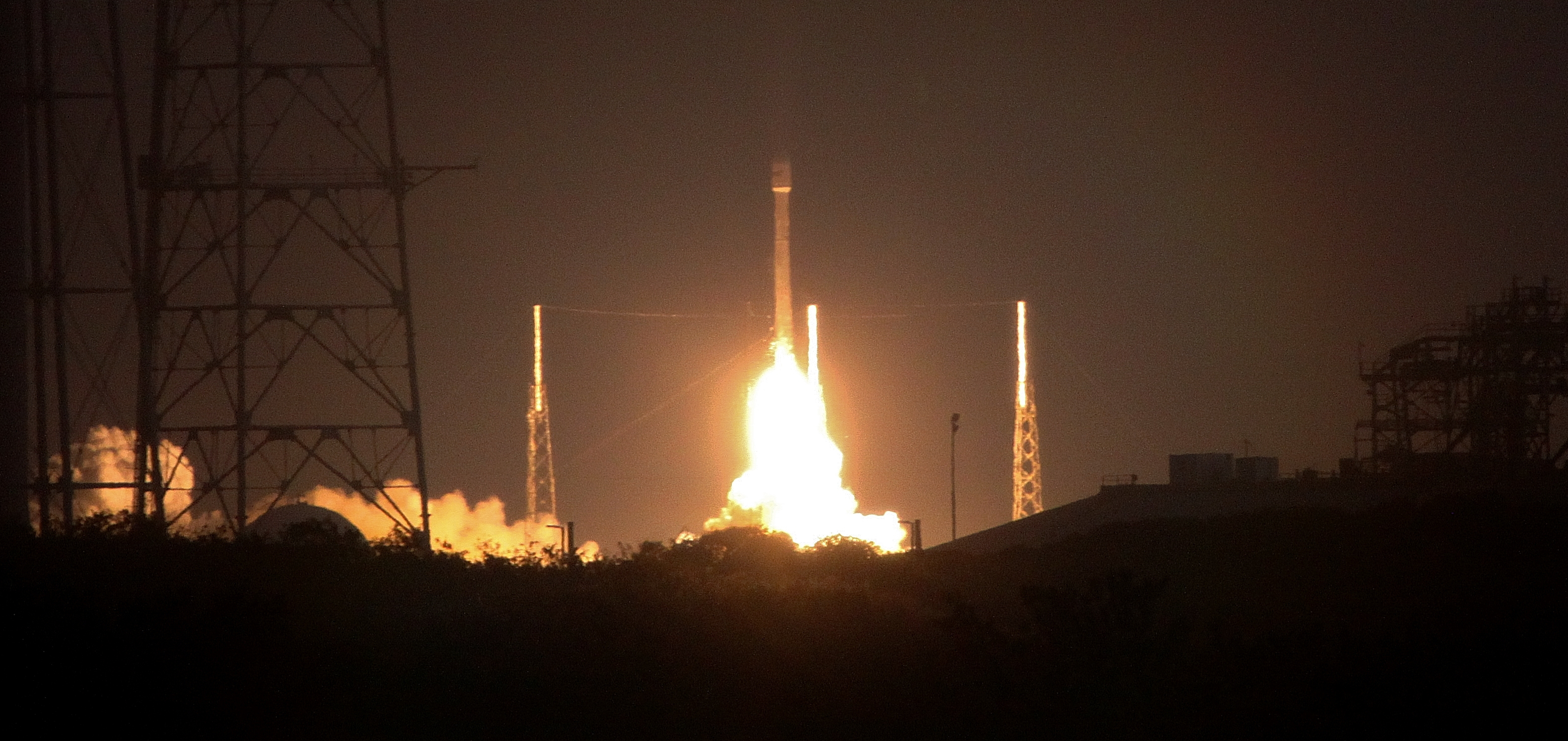
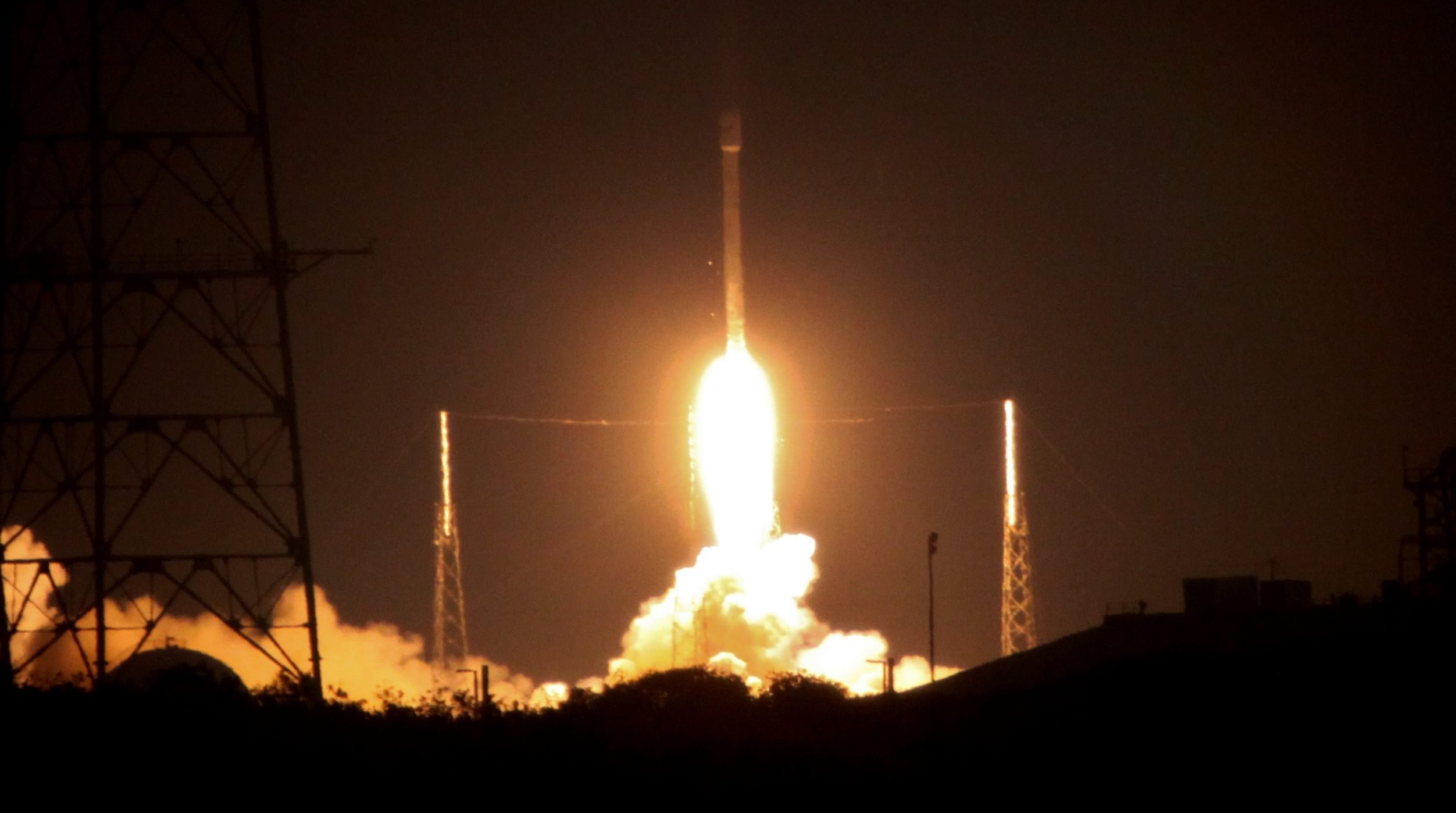
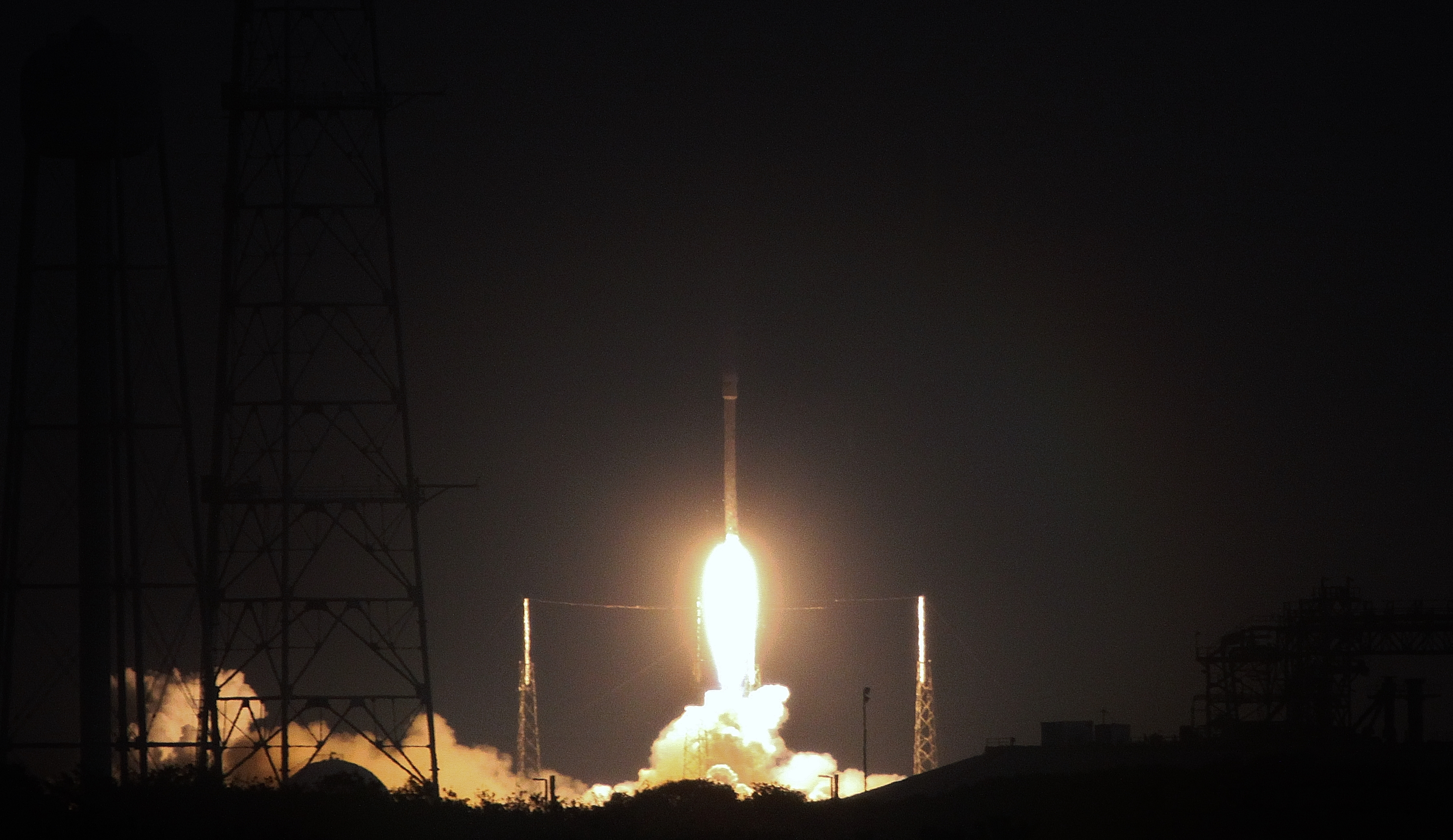
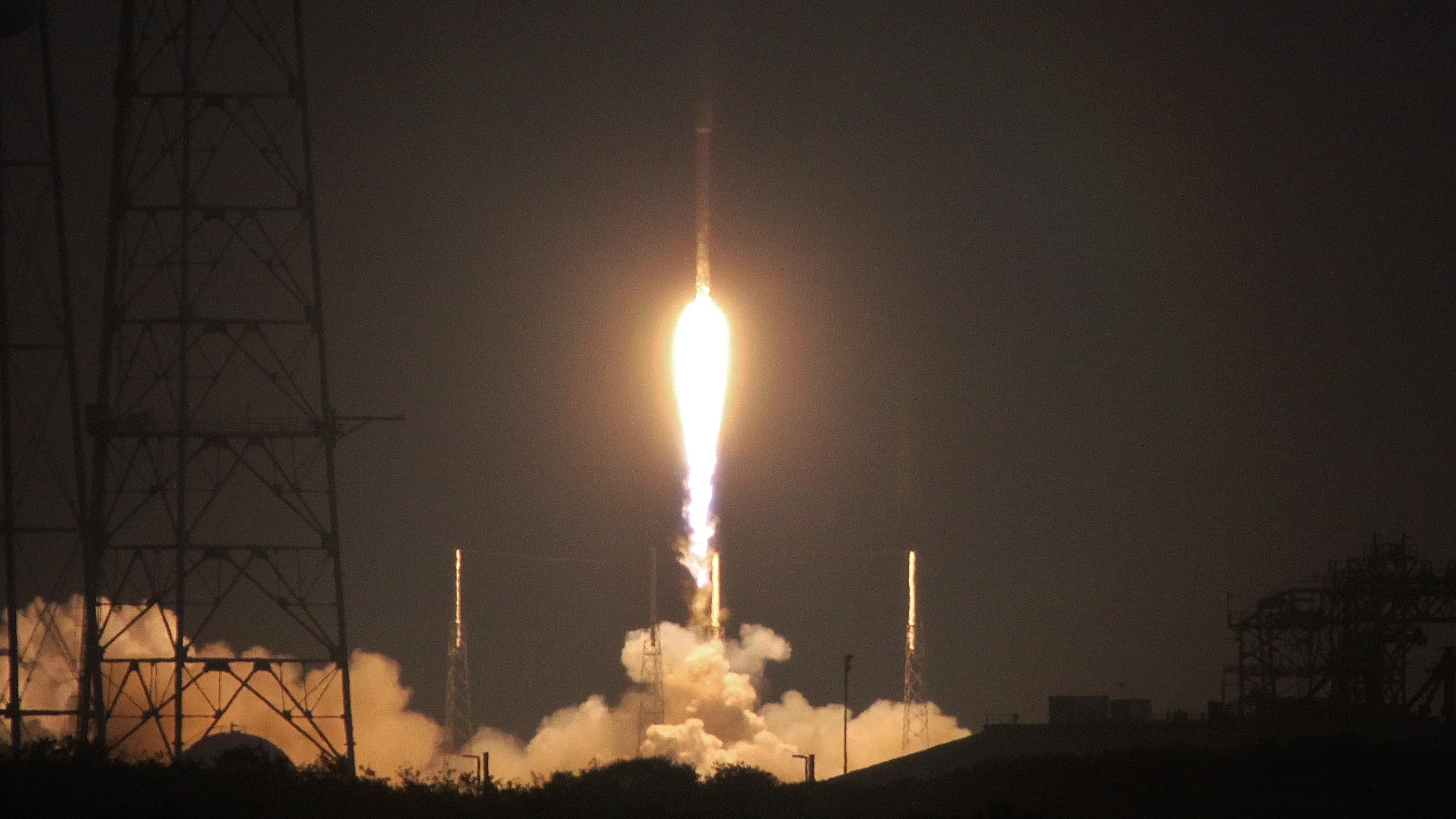
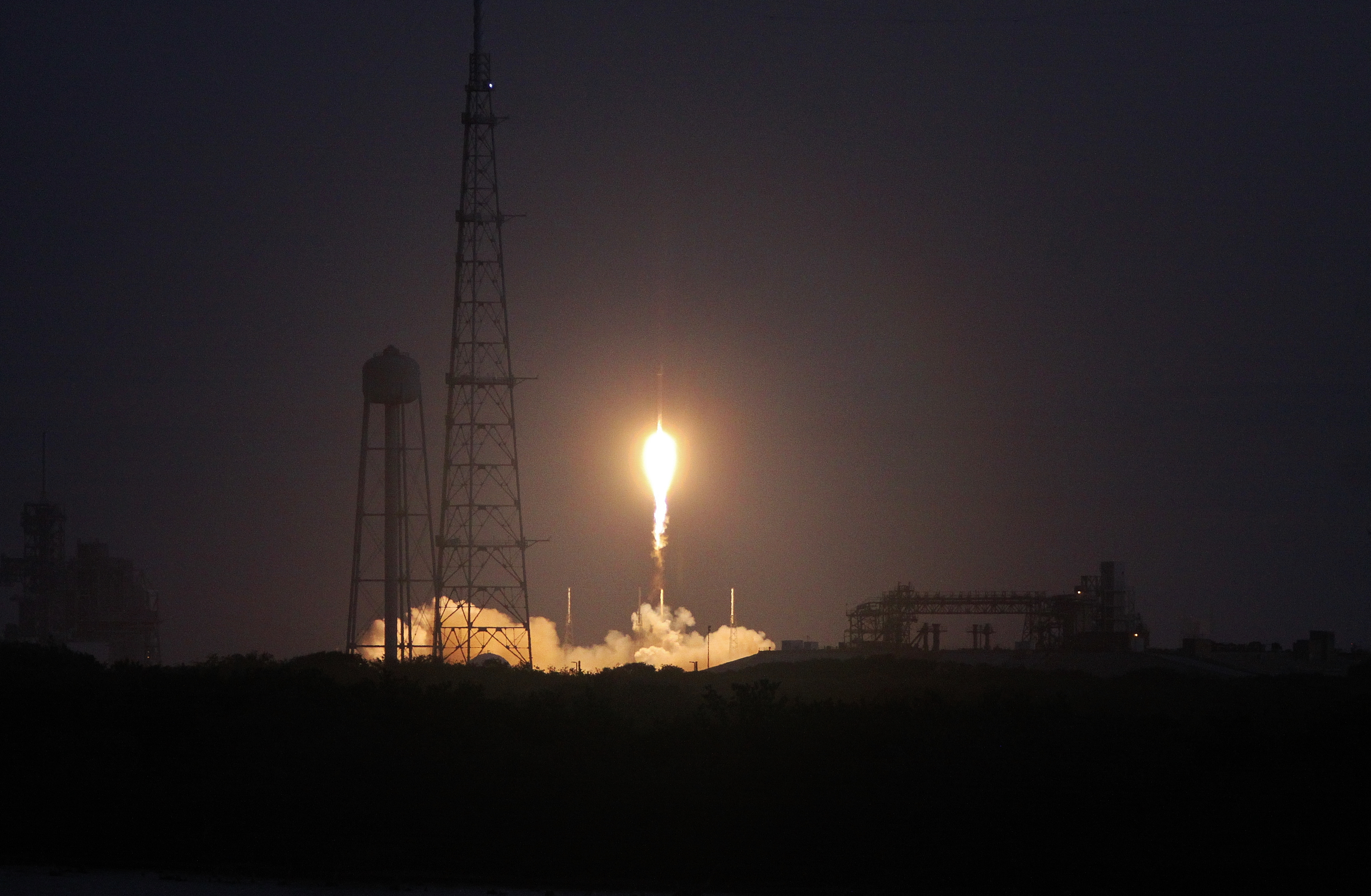
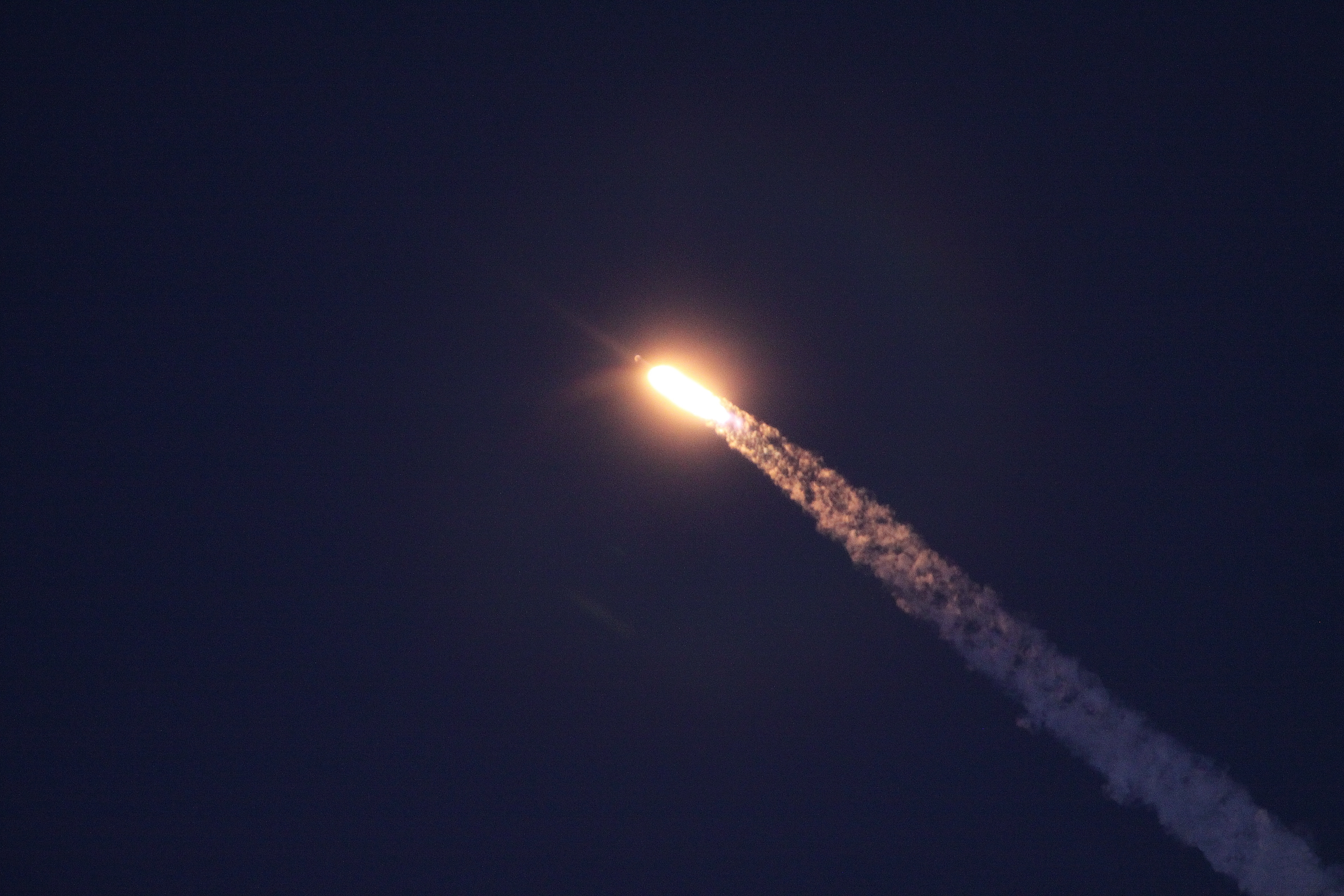
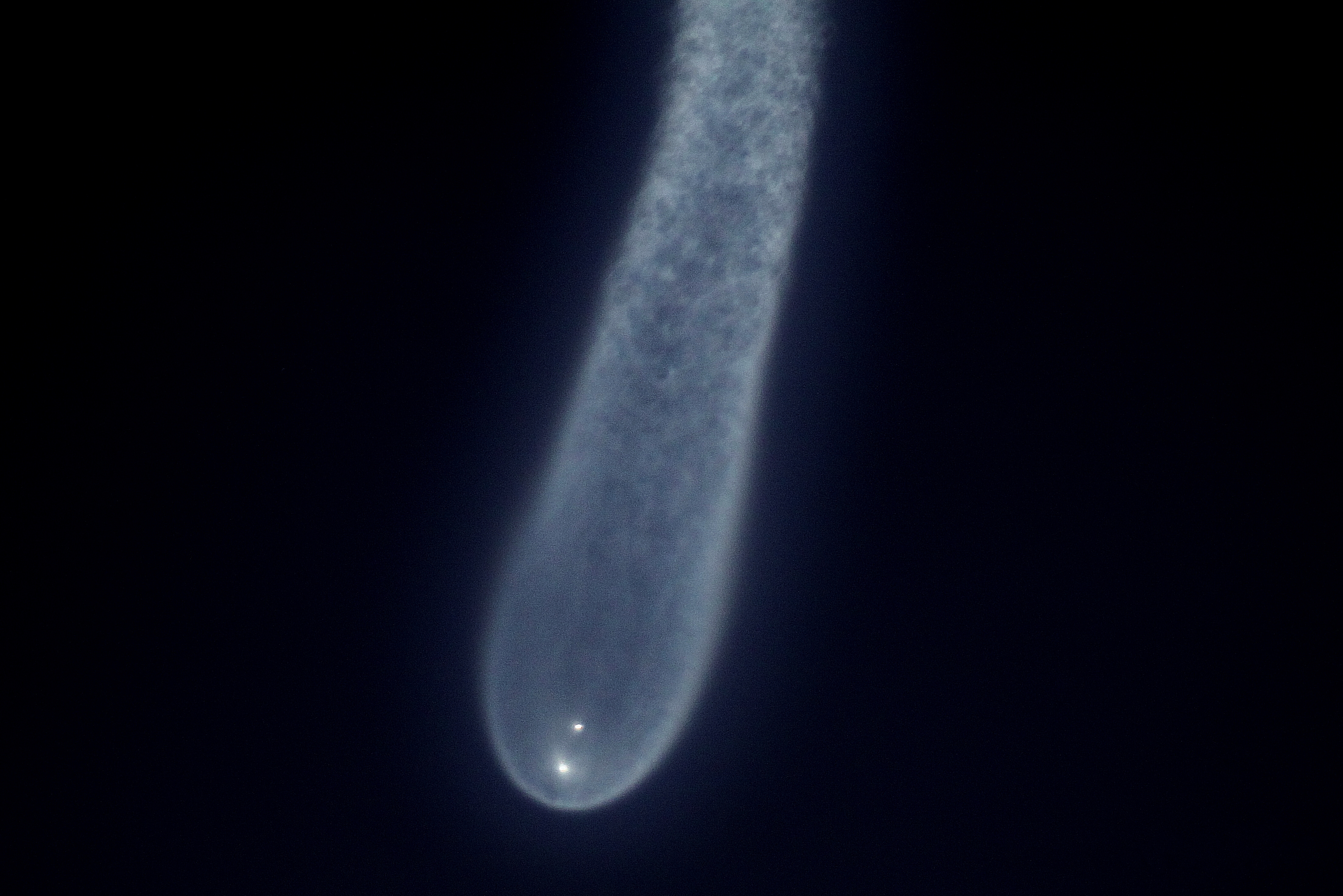